# Zigwadesmus guiananus
Zigwadesmus guiananus är en mångfotingart som beskrevs av Chamberlin 1923. Zigwadesmus guiananus ingår i släktet Zigwadesmus och familjen Chelodesmidae. Inga underarter finns listade i Catalogue of Life.